# Albrecht Kossel
Ludwig Karl Martin Leonhard Albrecht Kossel, né le 16 septembre 1853 à Rostock, Grand-duché de Mecklembourg-Schwerin et mort le 5 juillet 1927 à Heidelberg, Allemagne, est un médecin allemand, lauréat du prix Nobel de physiologie ou médecine de 1910.

## Biographie
Kossel est né à Rostock, fils du consul de Prusse Albrecht Kossel et de sa femme Clara. En 1872, Kossel rentre à l'université de Strasbourg pour étudier la médecine et suit des cours donnés par Anton de Bary, Waldeyer, Kundt, Baeyer et Felix Hoppe-Seyler. Il obtient son diplôme en 1878 à l'université de Rostock.
En 1910, Kossel est lauréat du prix Nobel de physiologie ou médecine « en reconnaissance de ses contributions à notre connaissance de la chimie cellulaire grâce à ses travaux sur les protéines, y compris les substances nucléiques ».
Les découvertes de Kossel sur les quatre bases nucléiques adénine, guanine, thymine et cytosine ont posé une base inébranlable pour la poursuite des recherches. Il a créé les conditions essentielles pour le célèbre modèle d'ADN à double hélice, qui a été développé en 1953 par James D. Watson et Francis Crick.
" … his elucidation of the chemical nature of some building blocks that make up nucleic acids and chromatine has secured immortality for this exeedingly modest and almost shy man."

## Œuvres choisies
- Untersuchungen über die Nukleine und ihre Spaltungsprodukte (« Recherches sur les nucléines et leurs produits de dissociation »), 1881.
- Die Gewebe des menschlichen Körpers und ihre mikroskopische Untersuchung (« Les tissus du corps humain et leur étude microscopique »), 1889-1891.
- Leitfaden für medizinisch-chemische Kurse (« Manuel pour un cours médico-chimique »), 1888.
- Die Probleme der Biochemie (« Les problèmes de la biochimie »), 1908.
- Die Beziehungen der Chemie zur Physiologie (« Les relations entre chimie et physiologie »), 1913.